# Oststaaten-Polio-Epidemie von 1916

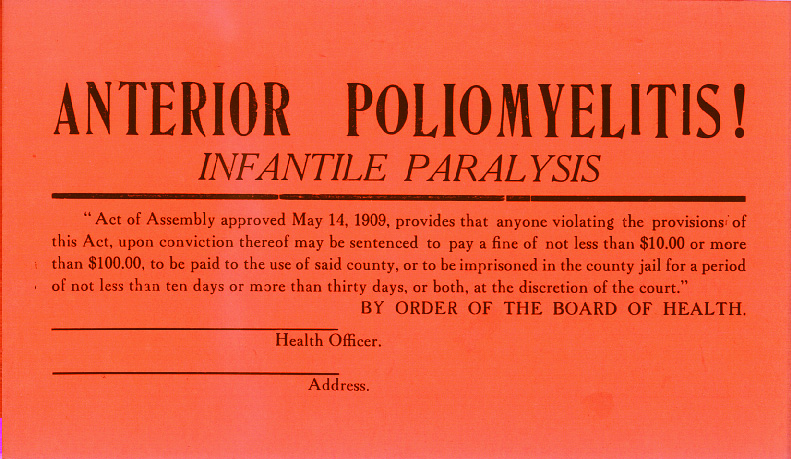
Quarantäne-Hinweis, wie sie 1916 von den US-amerikanischen Gesundheitsbehörden verwendet wurden

Die Oststaaten-Polio-Epidemie von 1916 war eine der ersten großen Polio-Epidemien in den Vereinigten Staaten. Sie währte von etwa Juni bis Oktober 1916 und forderte in ihrem Verlauf mehr als 6.000 Todesopfer, darunter vor allem Kleinkinder.
Polio war bis etwa zur Mitte des 19. Jahrhunderts eine endemisch auftretende Krankheit. Im Verlauf des 19. Jahrhunderts kam es jedoch vermehrt zu epidemieartigen Ausbrüchen. Die Otter-Valley-Polio-Epidemie im Jahre 1894 war die erste Polio-Epidemie, die für die Vereinigten Staaten wissenschaftlich beschrieben wurde. Ihr folgten zahlreiche kleine weitere Epidemien.
Im Juni 1916 wurden erstmals in einem vor allem mit Immigranten dicht besiedelten Teil von Brooklyn mehrere Polio-Erkrankungen festgestellt. Wenige Tage später wurden die ersten Todesfälle gemeldet. Die Presse machte vor allem die Immigranten für den Krankheitsausbruch verantwortlich. Die New York Times wies darauf hin, dass seit dem 15. Mai 1916 nicht weniger als 90 aus Italien stammende Personen, darunter nicht weniger als 24 Kinder unter 10 Jahren, sich in Brooklyn niedergelassen hatten. Die Gesundheitsbehörden reagierten mit drastischen Maßnahmen. „Kontaminierte Gebäude“ wurden gekennzeichnet, eine Reihe von Theatern geschlossen und Veranstaltungen abgesagt. Die Zahl der Fälle stieg jedoch unverändert an, so dass ab Anfang Juli alle Kinder, die New York verlassen sollten, ein Zertifikat mit sich führen mussten, das bestätigte, dass sie frei von einer Polio-Erkrankung waren. Eine Reihe von Städten in der Umgebung von New York ließen ihre Zugangsstraßen kontrollieren, um alle Zureisende abzuweisen. Auch diese Maßnahmen erwiesen sich nicht als effektiv. Im August gab es bestätigte Polio-Ausbrüche in New Jersey, Connecticut, Pennsylvania und im Norden des Bundesstaates New York. Die Epidemie währte bis Oktober. In ihrer Folge starben 6.000 Personen. Allein für die Stadt New York waren mehr als 8.900 Krankheitsfälle gemeldet worden, von denen mehr als 2.400 starben. Bei 80 Prozent der Verstorbenen handelte es sich um Kinder unter fünf Jahren.
Bei der Analyse der Krankheitsfälle stellte man mehrere Auffälligkeiten fest, die sich von anderen infektiösen Krankheiten unterschied. Krankheiten wie Cholera und Typhus traten meist in Stadtteilen auf, die unter schlechten sanitären Bedingungen litten. Die Polio-Epidemie von 1916 war zwar zunächst in einem solchen Viertel aufgetreten. Die Anzahl der Ansteckungen war jedoch letztlich in anderen, wohlhabenden Vierteln höher als in diesen Stadtteilen. Dies galt für den New Yorker Stadtteil Staten Island, der unter allen Stadtbezirken New Yorks die geringste Besiedlungsdichte und die besten sanitären Bedingungen aufwies, ebenso wie für exklusive Wohnviertel in New Jersey und Pennsylvania.
Zum Zeitpunkt der Polioepidemie von 1916 waren die Infektionswege der Krankheit nur unzureichend verstanden. Das Virus wird zwar unter schlechten hygienischen Bedingungen durch kotverschmutzte Hände oder Gegenstände übertragen und mit dem Verdauungstrakt aufgenommen (fäkal-orale Schmierinfektion oder Kontaktinfektion). Es kommt aber auch zu Übertragungen durch Tröpfcheninfektion. In über 95 Prozent der Fälle verläuft die Infektion asymptomatisch (ohne Krankheitsanzeichen), sodass auch von keinem Krankheitsverlauf gesprochen werden kann. Stattdessen kommt es – vom Infizierten unbemerkt – zur Bildung von Antikörpern und damit zu einer so genannten stillen Feiung. Als paradoxe Folge der sich verbessernden hygienischen Lebensweisen und damit nachlassender (Schmutz-)Autoimmunisierung wiesen insbesondere Kinder und Jugendliche in wohlhabenderen Vierteln keine hinreichende Immunisierung gegen Polio auf. Dieser Zusammenhang wurde jedoch erst im Laufe der nächsten Jahrzehnte verstanden.

## Belege